# Principauté de Grubenhagen
1291–1596
Entités précédentes :
- Principauté de Brunswick-Wolfenbüttel

Entités suivantes :
- Principauté de Lunebourg (1617)

La principauté de Grubenhagen (en allemand : Fürstentum Grubenhagen), également appelée Brunswick-Grubenhagen (Braunschweig-Grubenhagen), fut un État du Saint-Empire romain, l'une des subdivisions du duché de Brunswick-Lunebourg sous le règne de la dynastie des Welf. Créée en 1291 lors d'une partage de Brunswick-Wolfenbüttel, la lignée des ducs régnants s'éteignit en 1596. Occupé par les forces de Brunswick-Wolfenbüttel, le territoire a été accordé à la principauté de Lunebourg en 1617.

## Territoire

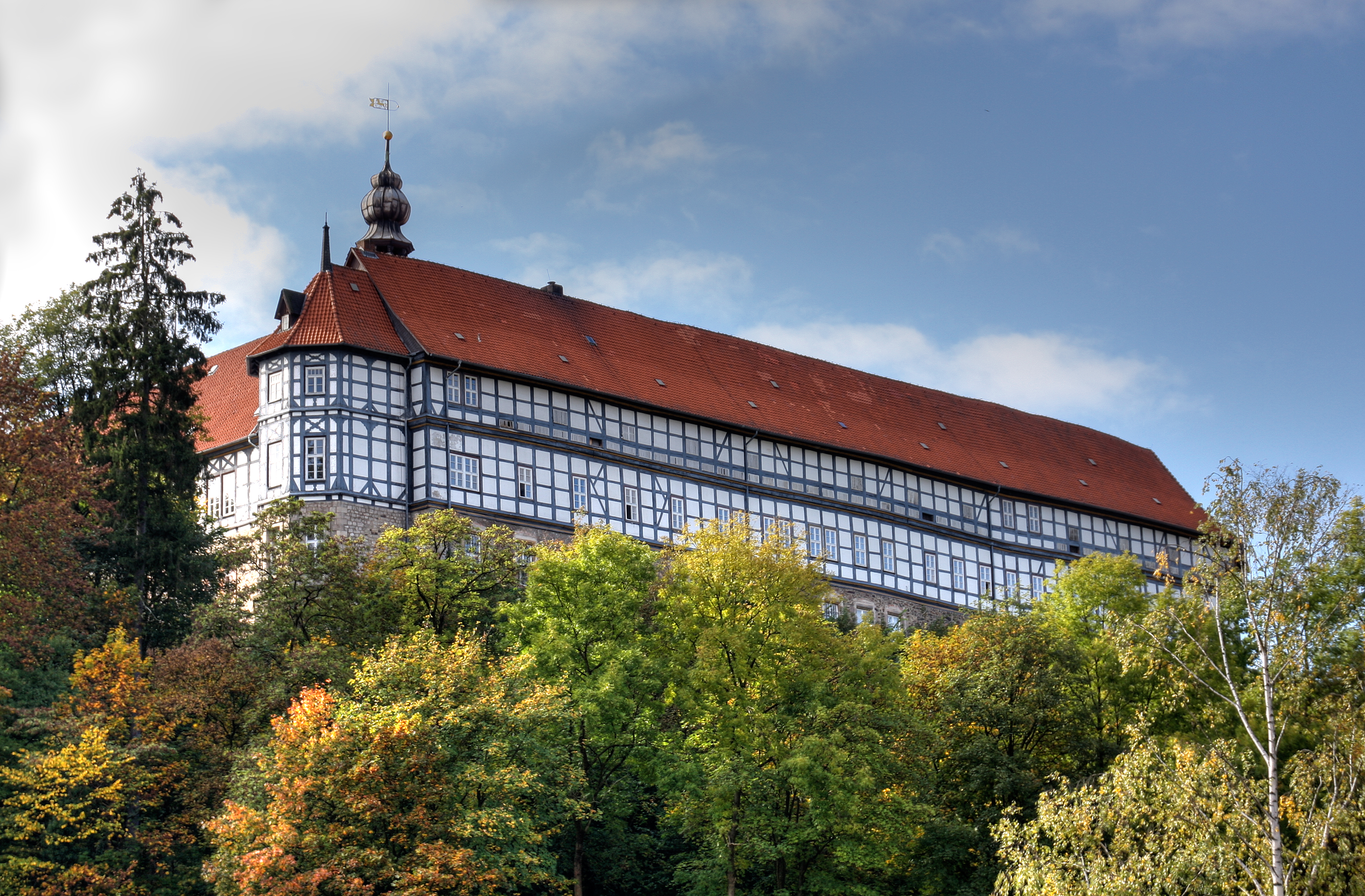
Le château de Herzberg.

Située au sud-ouest du massif de Harz et au nord de l'Eichsfeld, la principauté s'étend jusqu'à la rivière Leine regroupant les villes d'Osterode, Herzberg avec son château, Clausthal dans le Haut-Harz, Duderstadt (échoit à l'électorat de Mayence en 1366), et Einbeck.

## Histoire
La principauté de Grubenhagen naît avec l'éclatement du duché de Brunswick-Lunebourg : en 1291, son premier souverain est Henri « le Magnifique », le fils aîné du duc Albert Ier, prince de Brunswick-Wolfenbüttel. Après le décès de leur père en 1279, Henri et ses frères cadets Albert II et Guillaume lui succèdent tout d'abord conjointement puis se partagent ses terres. La nouvelle principauté de Henri a été nommée plus tard d'après le château de Grubenhagen, une forteresse médiévale près d'Einbeck.
Sous le règne d'un très grand nombre de descendants de Henri, l'histoire de la principauté est jalonnée par de nombreuses divisions. En 1332 déjà, le fils aîné de Henri, Henri II de Brunswick-Grubenhagen († 1351), devait partager son patromoine avec ses frères cadets. Pèlerin sur le chemin vers la Terre sainte, il s'est arrêté quelque temps à la cour de son beau-frère, l'empereur byzantin Andronic III Paléologue. L'héritage de la maison de Brunswick ayant été divisé en de très nombreuses parts, son fils Othon IV (1320-1398) ne recueille pratiquement rien ; il prend également le parti de quitter son pays et d'aller chercher fortune en Italie où il propose ses services comme condottiere et devint finalement prince de Tarente en 1383. 
En raison des nombreux divisions, les princes sont restés à la traîne de leurs cousins à Wolfenbüttel et à Lunebourg. La lignée s'éteint à la mort de Philippe II de Brunswick-Grubenhagen le 4 avril 1596, entraînant une querelle de succession entre le duc Henri-Jules de Brunswick-Wolfenbüttel et ses cousins de la lignée de Lunebourg. La dispute est tranchée par la Chambre impériale en 1617 au profit du Lunebourg. Néanmoins, la principauté de Grubenhagen reste formellement un État du Saint-Empire jusqu'à la dissolution de celui-ci en 1806.

## Liste des princes de Grubenhagen

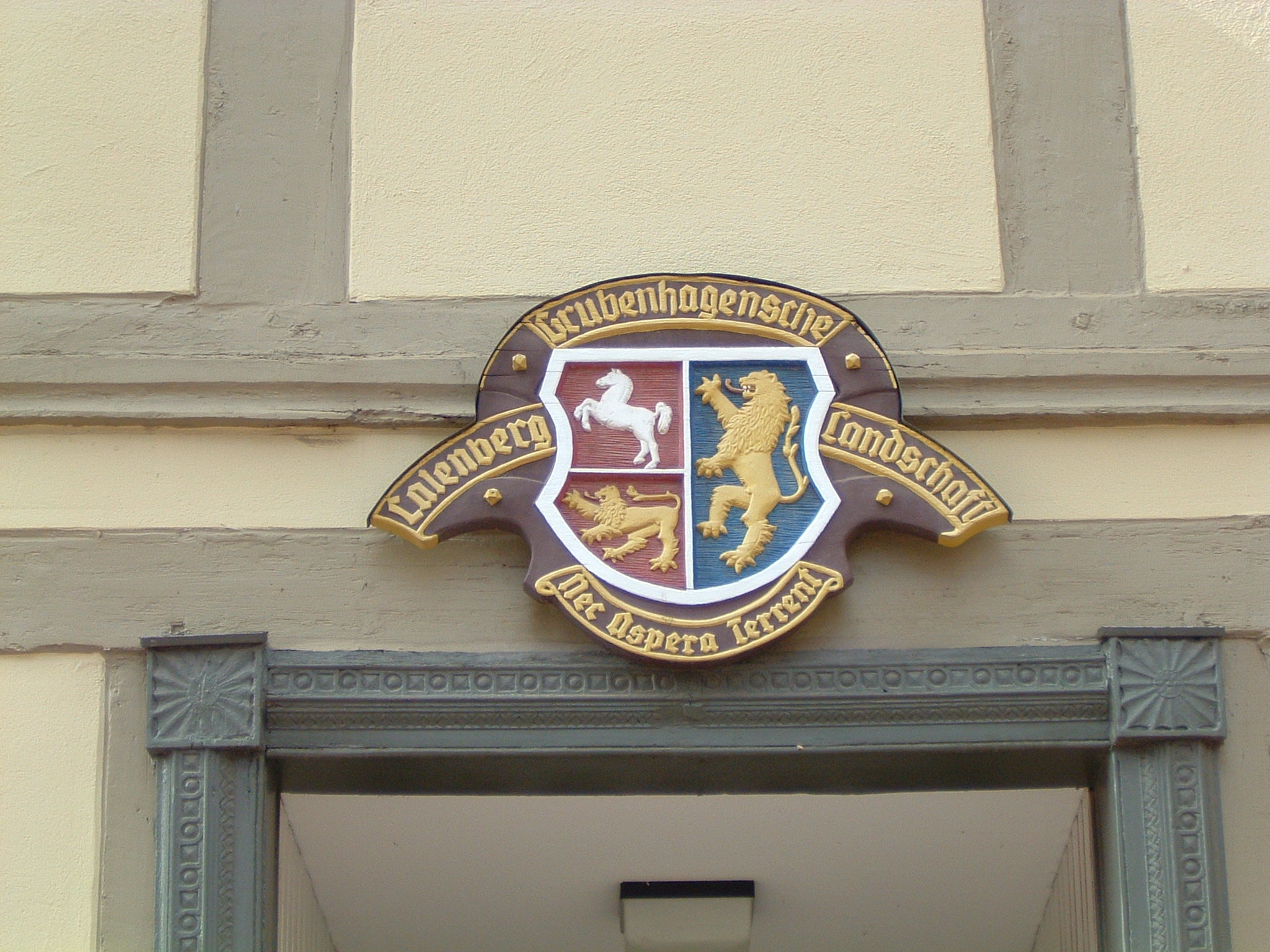
Armoiries de la principauté de Calenberg-Grubenhagen, photographiée sur une maison de Göttingen.

Comme les autres princes issus des partages du Brunswick, les princes de Grubenhagen conservent le titre de « duc de Brunswick-Lunebourg ».
- 1291-1322 : Henri Ier le Merveilleux
- 1322-1351 : Henri II le Grec
- 1322-1360 : Guillaume
- 1322-1361 : Ernest Ier
- 1361-1364 : Jean II
- 1361-1383 : Albert Ier
- 1383-1427 : Éric, fils d'Albert Ier
  - 1402-1421 : Frédéric, fils Ernest Ier
  - 1421-1452 : Othon II fils de Frédéric.
- 1427-1464 : Henri III, fils d'Eric Ier
- 1427-1485 : Albert II, fils d'Eric Ier
- 1463-1526 : Henri IV, fils de Henri III
- 1526-1551 : Philippe Ier, fils de Albert II
- 1551-1567 : Ernest III
- 1567-1596 : Wolfgang
- 1595-1596 : Philippe II